# Brown Hornet
Brown Hornet (The Brown Hornet) è uno show animato prodotto da Filmation. Questo cartone, infatti, è all'interno della serie Albertone (di cui lui e i suoi amici guardano la TV per vedere il protagonista Brown Hornet il superspaziale vestito da calabrone).

## Personaggi
- Brown Hornet, il calabrone
- Stinger
- Tweeterbell